# Venere creola
Venere creola è un film del 1961 diretto da Lorenzo Ricciardi.
Il film di produzione italiana vide l'esordio dell'attore di colore delle Bahamas Calvin Lockhart che ebbe poi una carriera come attore caratterista negli Stati Uniti fino alla sua morte nel 2007.

## Trama
In un'isola del mare Caraibico ha luogo l'annuale combattimento di galli. Il giovane Melchior perde il suo gallo, ucciso da un cane. La figlia del sindaco, Dolores, che è innamorata di lui, lo aiuta alla ricerca di un altro gallo; girovagando per le isole Melchior perde però il suo scopo di viaggio, abbandonando Dolores e dandosi alla bella vita in compagnia di amiche occasionali. Sperpera i soldi raccolti per la compravendita, così quando ad Haiti trova il gallo perfetto per lui, non ha più il denaro per pagarlo. La figlia dell'allevatore si innamora di lui; non gli sarà difficile venire in possesso del gallo proprio poche ore prima del combattimento. In un durissimo scontro il gallo di Melchior riesce ad avere la meglio; il giovanotto si allontana così con la sua ultima conquista su una zattera lungo il Rio della Plata.

## Luoghi delle riprese
Il film è stato interamente girato nei Caraibi, tra cui Grenada, Haiti e Trinidad.